# Homer (Raesfeld)
Homer ist eine alte westfälische Bauerschaft und ein Ortsteil von Raesfeld im Kreis Borken in Nordrhein-Westfalen. Bis 1969 war Homer eine eigenständige Gemeinde.

## Geografie
Homer liegt im Nordwesten von Raesfeld und wird durch die Issel vom restlichen Gemeindegebiet getrennt. Die Bauerschaft ist eine weitgehend landwirtschaftlich geprägte Streusiedlung ohne verdichteten Siedlungskern. Die ehemalige Gemeinde Homer besaß eine Fläche von 4,6 km².

## Geschichte
Homer bildete seit dem 19. Jahrhundert eine Landgemeinde im Amt Marbeck des Kreises Borken. Am 1. Juli 1969 wurde Homer durch das Gesetz zur Neugliederung von Gemeinden des Landkreises Borken mit Raesfeld zur neuen Gemeinde Raesfeld zusammengeschlossen, die 1975 noch um die Gemeinde Erle vergrößert wurde.

## Einwohnerentwicklung
| Jahr | Einwohner | Quelle |
| ---- | --------- | ------ |
| 1858 | 194       | [ 3 ]  |
| 1871 | 172       | [ 4 ]  |
| 1885 | 184       | [ 5 ]  |
| 1910 | 187       | [ 6 ]  |
| 1925 | 221       | [ 7 ]  |
| 1939 | 211       | [ 7 ]  |
| 1950 | 223       | [ 1 ]  |
| 1969 | 197       | [ 1 ]  |

## Kultur und Sehenswürdigkeiten

### Naturdenkmal Predigtulme
Die als Naturdenkmal (A.J.2) ausgewiesene und in die Liste markanter und alter Baumexemplare eingetragene Flatterulme steht auf dem Hof Grunden (vormals Winkelschulte) innerhalb der Bauerschaft.
Einst führte ein Pilgerweg von Borken nach Wesel direkt an der Ulme vorbei. In Dietmar Sauermanns Buch „Sagenhafte Stätten“ ist dazu vermerkt: Häufig rasteten unter diesem Baum die Pilger auf ihrem Weg. Daher hatte man in dem Baum auf den untersten waagerechten Ästen eine Kanzel errichtet, von der die Pfarrer ihre Gebete sprachen. – Diesem Umstand hat der Baum wohl auch seinen Namen zu verdanken.
Das Alter des markanten Baumveterans wird mit ca. 600 Jahren angegeben. Im Herbst 1959 zerstörte ein Brand die Wohn,- und Wirtschaftsgebäude des Hofs. Dabei wurde auch die Ulme schwer geschädigt, da ein Großteil des mächtigen Grundstamms verkohlte. Dadurch ist der Baum heute in zwei einzeln stehende Stammfragmente geteilt. Um zu verhindern, dass sie unter der Last der eigenen Krone zerbricht, wurde die Ulme zunächst 1949/50 und ein weiteres Mal im Jahr 2001 geschneitelt, das heißt wie eine Kopfweide vollständig auf den Stamm zurückgeschnitten. Der Gesamtumfang der beiden Stammreste beträgt ca. 9 m. Eine 2014 durchgeführte, lasergestützte Höhenermittlung ergab eine Baumhöhe von 13,50 m.

### Vereine
Träger des lokalen Brauchtums sind:
- der Schützenverein Homer.[11]
- der Homeraner Karnevalsverein (HKV)